# أمير الذباب
أمير الذباب أو سيد الذباب (بالإنجليزية: Lord of the Flies)‏ هي رواية رمزية للكاتب الحائز على جائزة نوبل ويليام غولدنغ. وتناقش الرواية كيفية فشل الثقافة التي أنشأها الإنسان، وذلك باستخدام مثال على ذلك مجموعة من الصبية البريطانيين الذين يعلقون على جزيرة مهجورة ويحاولون أن يحكموا أنفسهم، ولكن تحدث نتائج كارثية. مواقفه بشأن المواضيع المثيرة للجدل من الطبيعة البشرية والرفاعية الفردية في مقابل تحقيق الصالح المشترك جعلته يحصل على المركز 68 في قائمة رابطة المكتبات الأمريكية لأكثر مائة كتاب تحدي أثناء 1990-1999.
في عام 2005 اختارت مجلة تايم الرواية كواحدة من أفضل مائة رواية باللغة الإنجليزية من 1923 إلى الوقت الحاضر.
نشرت في عام 1954، وكانت هي رواية غولدنغ الأولى، وعلى الرغم من أنها لم تحقق نجاحا كبيرا في ذلك الوقت لبيع أقل من ثلاثة آلاف نسخة في الولايات المتحدة خلال عام 1955 قبل توقف طباعتها ولكن سرعان ما أصبحت من أكثر الكتب مبيعا، وبحلول أوائل الستينات كان من المطلوب قراءتها في العديد من المدارس والكليات. وتم اقتباس فيلم عن الرواية في عام 1963 بواسطة بيتر بروك، ومرة أخرى في عام 1990 بواسطة هاري هوك.
عنوان الفيلم إشارة إلى الاسم العبري لرئيس الشياطين (בעל זבוב، Ba'al - zvuv، «إله الذباب»، «مضيف الذباب»، أو حرفيا: «أمير الذباب»)، وهو اسم يستخدم أحيانا كمرادف للشيطان.
وعنوان الكتاب، بدوره، يصبح هو نفسه كناية عن الصراع على السلطة في حالة من الفوضى.

## الخلفية التاريخية
كتبت الرواية خلال السنوات الأولى من الحرب الباردة والعصر الذري؛ تنشأ الأحداث في سياق حرب نووية لم يكشف عن اسمها. الموضوع الرئيسي للرواية عن فتيان من مدرسة في بريطانيا العظمى. بعضهم من الطلبة العاديين، يعملون بوصفهم هيئة متماسكة في ظل زعيم. ويصور الكتاب انزلاقهم إلى الوحشية، الأمر الذي يتناقض مع الكتب الأخرى التي قد يشيد سطوة محتومه من أعلى شكل من أشكال الطبيعة البشرية، مثل رواية سنتين من العطلة التي نشرها جول فيرن في عام 1888 عندما وضعوا أنفسهم في بلد الفردوس، بعيدا عن الحضارة الحديثة، وكانت النتيجة تراجع الأطفال الذين تلقوا تعليما جيدا إلى حالة بدائية.
على مستوى استعاري، الموضوع المركزي هو الدوافع المتضاربة تجاه حضارة تعيش بالقواعد، بسلام ووئام، وباتجاه نحو السلطة. مواضيع مختلفة تشمل التوتر بين اتخاذ القرار بصورة جماعية وفردية، وبين ردود الفعل العقلانية والعاطفية، وبين الفضيلة والرذيلة. كيف يمكن لهذه اللعبة؟ وكيف يشعر الناس تجاه هذه التأثيرات والأشكال، المعنى الضمني الرئيسي لأمير الذباب.

## ملخص الحبكة الدرامية
القصة نفسها لمجموعة طلاب على جزيرة معزولة وذلك خلال الحرب. تحطمت طائرة بريطانية وبطريقة ما خرج أكثر الفتيان من الطائرة قبل هطول الأمطار الغزيرة وسحب الجزر الحطام إلى البحر، ولكن لم ينج أحد من الكبار. صبيان، يشكل رالف، وهو صبي سمين يرتدي نظارة طبية ملقب ببيجي، التركيز الأولي، لأنهم بدأوا في استكشاف بيئتهم الجديدة. وسرعان ما وجودوا صدفة بيضاء واقترح بيجي على رالف استخدام محارة بمثابة بوق لدعوة أي ناجين آخرين الذين قد يكونون في مكان قريب. وبالتالي بدأ رالف في الجزيرة أول تجمع فيها من الناجين من الأطفال الذكور، أي على ما يبدو فوق سن الثالثة عشرة: "biguns" (أ الأولاد الأكبر سنا قليلة)، و"littleness" (الصبيان الصغار عدة).
ظهر صبيان مسيطران: رالف، وصبي آخر أكبر اسمه جاك ميريديو، وعظمي منمش أحمر الشعر وهو رئيس مجموعة الجوقة التي كانت من بين الناجين. بعد انتخابات وجيزة، أنتجب رالف، ولم يخسر سوى أصوات جاك جواربويز زميل الموالية. الزعيم المنتخب الجديد يشجع الجميع على العمل تجاه تحقيق هدفين مشتركين، أولاهما لنلهو والثانية لانقاذهم من خلال المحافظة على الإشارات مستمر لإطلاق النار، والتي سوف تكون مضاءة باستخدام الخنزير والنظارات. لبعض الوقت، والعمل معا في توجيه الفتيان إقامة ملاجئ، وجمع الغذاء والماء، وإبقاء النار مشتعلة. وchoirboys ثم تعيين أهدافها الخاصة بها، وهي أن يصبح الصيادون من الحيوانات المحلية.
يصبح جاك يشكل تهديدا فوريا لرالف في القيادة، ومن الواضح أنه يغار من رالف للصعود الكبير. يفجرها غيرته، جاك المساعي لتمكين نفسه بدلا من ذلك عن طريق تحويل المجموعة إلى جوقة له «الصيادين»، هي المسؤولة عن لحوم الصيد ورعاية من النار. معا، ورالف، جاك، وسوداء الشعر صبي يدعى سيمون تصبح الثلاثي الأعلى بين الأطفال، والذهاب في رحلة قصيرة للتأكد من أنها هي في الواقع على جزيرة. أصبع، أكثر من المعقول، من باقة، وسرعان ما منبوذة من قبل biguns «زميل»، وتصبح مصدرا للفرح غير مستعدة للأطفال آخرين. رالف، بالإضافة إلى الإشراف على المشروع لبناء ملاجئ، ترى حاجة غريزية لحماية littluns "".
ما يشبه النظام الأصلية التي تفرضها رالف يتدهور بسرعة، مع القليل من العمل الذي تقوم به أكثر من غيرها. فشلوا في وضع خططها لبناء الملاجئ في العمل بسبب التسيب. عند نقطة واحدة، وجاك استدعاء كل ما لديه الصيادين لاصطياد الخنازير البرية، وحتى الذين كان من المفترض أن يكون الحفاظ على إطلاق النار. في حين أنها تنهب الخنازير، وسفينة تمر بالقرب من الجزيرة، ولكن مع أي واحد للحفاظ على إشارة من الدخان، والأطفال الذين لم يتم اكتشافها، ناهيك عن انقاذهم. على الرغم من مطاردة للخنزير وتبين أن المجموعة الأولى مطاردة ناجحة، رالف هو غضب كثيرا عندما علمت أن يفوتهم الإنقاذ المحتملة. في الوقت نفسه تقريبا، فإن العديد من littluns "" نعتقد أن تبدأ في الجزيرة التي يسكنها وحشا، وسرعان ما أشار إليه كل بانها «الوحش». إشارة الدخان بعد الحادث وبسبب الوحش الأسطوري الذي بدأ لملء البنين الكوابيس، ورالف ينعقد عليها لدحض الشائعات عن مثل هذا المخلوق مرة وإلى الأبد. الجلسة، إلا أن يتحول إلى شيء من مكافحة الشغب وجاك المكاسب السيطرة على المناقشة بجرأة واعدة لتقتل الوحش، مرة أخرى تحديا رالف كقائد للسلطة. في وقت لاحق، ورالف يتوخى التخلي عن منصبه، على الرغم من الخنزير يثبط له من القيام بذلك في حين أن اثنين منهم وسيمون يتوقون نأمل لبعض التوجيه من عالم الكبار.
من التوائم المتماثلة وسام اريك—غالبا ما يشار إليها مجتمعة باسم "Samneric"—هي المسؤولة عن إطلاق النار إشارة في تلك الليلة، ولكن تغفو. عندما يستيقظ، وأنها تأتي عبر الجثة والمظلة مفتوحة طيارا مقاتلا الذين قد هبطت في جزيرة؛ الحساب هو أن يكون «الوحش» انهم التقرير انه خلال انعقاد الجمعية العمومية المقبلة. في رحلة استكشافية لتحديد مثل هذا الوحش، ورالف وجاك تأتي بناء على جزء من الجزيرة الغائرة التي كريستن كاسل روك. رالف وجاك معا اكتشاف جثة الطيار على قمة الجبل وبخوف الخطأ أيضا أن يكون وحشا النوم. جاك ضربات محارة لدعوة التجميع آخر، عبر خلاله الوحش يؤكد وجود للآخرين. نتائج الاجتماع في الانشقاق، وتقسيم الأطفال إلى مجموعتين. رالف لمجموعة لا تزال تحتجز الاعتقاد بأن الحفاظ على إطلاق النار هو إشارة التركيز اللازم. جاك يصبح قائد قبيلته، مع التركيز على الصيد في حين استغلال الحديد المعتقد يرتدون الوحش. وجاك والصيادين قد اغتيل على خنزير الأولى، فإنها سلبه المنشقين عن جماعة رالف إلى الانضمام إليها مع وعد من اللحوم، والمرح، والأهم من ذلك، والحماية من الوحش.
جاك قبيلة تدريجيا يصبح أكثر حيواني، مع التأكيد على ممارسة تطبيق طلاء الوجه من الصلصال الملون التي اكتشفتها وسام اريك وأشلاء من الأشجار. صوت السرد في القصة تكشف للقارئ أن هذه الوجوه، وتمثل الصيادين 'اخفاء أكثر من الأنفس المتحضرة من أجل تحرير أرضهم المتوحشين«الداخلية». طلاء الوجه يصبح الحافز الذي يتكرر في جميع أنحاء القصة، مع أكثر كثافة نحو نهاية.
سيمون، وهي جزء من قبيلة رالف، الذي كان قد «المتصدع» وخرج يبحث عن الوحش من قبل نفسه، ويرى رئيس الصيادين 'جثة خنزير على عصا، وغادر كقربان إلى الوحش. سيمون ثم يخضع لتجربة غريبة، ويفترض من الهلوسة، والذي يرى في رأس خنزير، تعج مسح الذباب، والرب "أرض النفاق"، وتعتقد أنه من الحديث معه، تطلق على نفسها اسم الحقيقي «الوحش». انها تكشف الحقيقة عن نفسها، أن الفتيان أنفسهم «خلقت» وحشا، وهذا الوحش الحقيقي هو داخل كل منهم. سيمون أيضا يقع المظلي القتلى الذين تم الخلط بينها وبين الوحش، وهو العضو الوحيد من الحركة على الاعتراف بأنها جيفة بدلا من وحش نائم. سيمون يصل في نهاية المطاف في ذروة الطقوس القبلية في جاك القبيلة، التي تتبعها الذباب نهما، والمساعي لشرح حقيقة الوحش والقتيل على قمة الجبل. ومع ذلك، جاك القبيلة، والذي ما زال يترنح في إراقة الدماء من وآخرها قتل، شن هجمات عشوائية وقتل سيمون، والذين كانوا على خطأ وحشا. قتلوه في الظل في الرقص الآن القبلية وينذر بالشؤم يهتفون «اقتلوا الوحش! قطع رقبته! دمائهم!». كما رالف شاركوا في ارتكاب جريمة قتل مع الخنزير، وإن كان بشكل غير مباشر على السواء، وقال انه يشعر الآن بالندم الشديد.
الهمج ثم غارة على مخيم رالف والهجوم غير الصيادين من أجل سرقة الخنزير ونظارات لصنع النار الطبخ (أن يكونوا قد تعبوا من الإغارة على معسكر للحرق العصي). بحلول هذا الوقت، ورالف لقبيلة تتكون من مجرد نفسه، والخنزير، وسام واريك، وبين littluns المتبقية. لحظة مضحك خلال هذه الغارة هي أن رالف واريك، ودون أن يدركوا، ومحاربة بعضنا البعض في الظلام. انهم جميعا الذهاب إلى حصن صخرة جاك قبيلة في كاسل روك في محاولة للعودة الخنزير والنظارات حتى أنه يمكن أن نرى مرة أخرى. في المواجهة التي تلت ذلك، الصبي روجر الظلام يتسبب في كمين في الصخور التي الخنزير هو ضرب من قبل صخرة ورميها من على حافة الهاوية 40 الاقدام إلى وفاته. والمحار وحطمت في وقت واحد. اريك وسام يتم اعتقالهم وتعذيبهم من قبل روجر لتصبح جزءا من جاك القبيلة. رالف هو أجبروا على الفرار من أجل سلامته الشخصية، والآن وحده تماما.
في صباح اليوم التالي، في التسلسل النهائي للكتاب، وجاك روجيه يؤدي قبيلتهم على ملاحقة رالف مع نية قتله. رالف سرا اعترف وسام اريك (ظنا منهم لا تزال موالية له)، حيث سيتم إخفاء. التوائم، ومع ذلك، مضطرون لخيانة رالف موقف. ولكنه ينجو بحياته في إغلاق العديد من المكالمات والهمج تمزق في الجزيرة لالقاء القبض عليه. جاك، والآن اكتملت تقريبا في دوره شيطاني كما وحشية في نهاية المطاف، ويحدد الجزيرة أوراق الشجر النيران، التي كانت حتى ذلك الحين، والمصدر الوحيد للغذاء والمأوى للفتيان. رالف بمهارة التقاط يتهرب في مناسبات متعددة ولكن سرعان ما يتم ذلك عن طريق ضربها الإرهاب والإنهاك من تشغيل انه يتخلى عن كل أمل، وتتوقع أن تكتشف والقتيل. ومع ذلك، فإن الحرائق التي جاك بدأت تجذب انتباه سفينة حربية في مكان قريب.
وقال ضابط في البحرية الأراضي في جزيرة بالقرب من حيث رالف هو الكذب، وظهوره المفاجئ يجلب الأطفال القتال إلى توقف مفاجئ. بناء على التعلم من البنين الأنشطة، في تصريحات الضابط انه يتوقع ان يكون أفضل من الفتيان البريطانية، اعتقادا منهم فقط أن يلعب لعبة، غير مدركين للقتل اثنين (سيمون والخنزير) التي وقعت وقوع الوشيك ل الثلث. في المشهد الأخير، على الرغم من الآن واثقا من أنه سيتم انقاذهم بعد كل شيء، رالف صرخات، حدادا على صديقه الخنزير، فقدانه الخاصة البراءة، وإدراكه المكتشف من الظلمات للطبيعة البشرية.

## العلاقات استعارية
لم يتم بعد دراسة كاملة للعلاقات المعروضة في الرواية. ومع ذلك، هناك بعض الدلائل تشير إلى أنه يمكن استخلاصها من هذه الرواية.
رالف
عندما وصول آخرين في الجزيرة، وانه سرعان ما يضع نفسه على انه قائد المجموعة، وإن لم يكن من قبل أي قاسية، علنا أو العمل البدني، ولكن قبل أن يتم انتخابه. رالف قد بالعديد من المهارات القيادية التي الخنزير وانه لا يعرف متى وإلى متى عدم التحدث (الذي يفصل بينه وبين الخنزير مرة أخرى). رالف يوحي بأن يكون اضرم النار، على أمل أن تزيد من فرصة للإنقاذ، ولكن في نهاية الكتاب نسي السبب الأولي ليحافظ على النار. هذا هو ممثل الموهنة آثار الفساد، بل على العقل ألمع. رالف يعني دائما بشكل جيد، ولكن كثيرا ما ينسى دوافعه للقيام بذلك، ويتطلب الخنزير لتذكير دائم لتعزيز الهدف من إطلاق النار.
لا تزال، في خضم كل هذه الفوضى الجزيرة، تجدر الإشارة إلى أن رالف لديه ميل لتكون مهذبا ومنطقيا في توترا من لحظات، على سبيل المثال، عندما كان الأطفال ملزمة بالتحقيق في كاسل روك، رالف لتأخذ زمام المبادرة على الرغم من كونها فظيعة خائف من «الوحش». عندما سيمون يعرب عن شكوك حول وجود مثل هذا المخلوق، ورالف يستجيب «بأدب، كما لو كان الاتفاق حول الطقس.» رالف يجسد حسن النوايا في تنفيذ السبب، ولكن في النهاية فشل في تنفيذ هذه الخطط على نحو سليم.
بيجي
لم يكشف بيجي عن اسمه الحقيقي، هو كبير مستشاري رالف وصديقه الحقيقي الحكيم. وهو يمثل دور الاستخبارات والعقل والحضارة. هويته مع الحضارة هو الذي يرمز في نواح كثيرة، بما في ذلك حقيقة أن يطيل شعره أبدا حتى مع الآخرين لا، ورفضه لقبول وجود أشباح أو وحشا. حتى في بداية الأمر، وذات تأثير محدود للحضارة هو الذي يرمز اليه قيود الخنزير جسده : سمنته، له في كثير من الأحيان المنهكة والربو، ونظارته السميكة. تدهور حالته هو مزيد من التأثير ممثلة على النحو نظارته هي الأولى مكسورة، ثم سرقت في وقت لاحق من قبل جاك، تاركا له ولكن كل حالة عجز تام. وقال انه يجعل الاستئناف النهائي للنظام والعقل، ويتم قتل فظيعة لجهوده. مع موته الشنيع، متزامنة مع تدمير للمحارة والعقل والكياسة ولت تماما، وانحداره إلى مستوى الوحشية هو الطراز.
والقوقع
عند أول تفجير، فإنه يدعو إليه الأطفال إلى الجمعية، حيث رالف هو الزعيم المنتخب. كما أنها لا توافق على أن الصبي عقد محارة أن يتكلم في الجلسات لاستباق الحجج والفوضى، وأنه يجب تمريرها حول لأولئك الذين يرغبون في التعبير عن آرائهم. ومحارة ترمز الديمقراطية و، مثل رالف والكياسة والنظام داخل المجموعة. فإنه، مع ذلك، في نهاية المطاف اصطدمت الآلاف من قطع من الصخر نفسه الذي قتل الخنزير. ولذلك، يمكن أن ينظر إليه على محارة والدمار أن تكون وفاة النظام في الجزيرة.
جاك
جاك تجسد أسوأ جوانب الطبيعة البشرية عندما لا تكون خاضعة للرقابة أو يخفف من المجتمع. مثل رالف وجاك هو القائد الطبيعي. ولكن، خلافا رالف، جاك تناشد أكثر الرغبات الأساسية في الأطفال، ويعتمد على وضعه كزعيم للchoirboys (يفترض أن يعين من قبل الكبار). على الرغم من أن طريقته في التصرف ليست معطلة ولا عنيفة في بداية الكتاب، فإنه في ذلك الوقت عن وجود رغبة غير قابلة للحكم لتعقب وقتل خنزير. مع تقدم القصة، هذه الرغبة تنمو أكثر وأكثر عقلانية، لدرجة انه يتخلى عن إطلاق النار (ويؤدي الفتيان تفويت الإنقاذ المحتملة) ببساطة من أجل مطاردة. هذا شرارات التوتر بين جاك ورالف الذي يؤدي إلى خط فاصل واضح بين الاثنين الظهور، من ناحية جاك هو غير عقلاني واحد، بينما من ناحية أخرى، يمثل رالف العقلانية. في نهاية المطاف، في جزء لاحق من هذا الكتاب عندما رالف قيادة أكثر قوضت، جاك صحيح طبيعة الشر هو عرضة للخطر. يقود معظم الأولاد بعيدا عن رالف، وأشكال مجموعة منفصلة، لا يقوم على الديمقراطية، ولكن الطاعة، وحيث العنف والتعذيب وتنفذ. حكاية تنتهي مع جاك مما دفع العديد من الفتيان في محاولة مستميتة لقتل رالف، هو الوحيد الذي يمنع وصول مفاجئ وغير متوقع من ضابط في البحرية.
روجر
روجر، في البداية، هو مجرد "bigun" الذين يلهون في أثناء اقامته في الجزيرة. جنبا إلى جنب مع موريس، والهجمات على مجموعة من الأطفال الصغار وتدمير القلعة الرملية. موريس يشعر بالذنب لنثر الرمال في عين الطفل، في حين روجر يلقي الحجارة على الأطفال الهاربين. ولكن الكتاب الذي ينص بوضوح روجر رمى الحجارة أن تفوت، ورأى وجود حضارة المجتمع ومنعه من إيذاء الأطفال. في وقت لاحق، مرة لأنه يشعر بأن جميع جوانب المجتمع الغربي قد ولت، وقال انه متروك وحده لصاحب الحيوان تحث. انه يقتل الخنزير بحجر والتي لم تعد تهدف إلى تفوت. انه يمثل الرجل النقي، والشر الحيوان، وهذا هو فقط ضبط النفس وفقا لقواعد المجتمع، ويمكن تفسيرها على أنها موضوع كامل من الكتاب المجسدة في شخص واحد. [من؟]
سيمون
سيمون هو الطابع الذي يمثل السلام والطمأنينة، مع بعض الإشارات إلى يسوع المسيح. فهو جدا، في تناغم مع الجزيرة، وغالبا ما تكون الخبرات الأحاسيس غير العادية عند الاستماع إلى أصوات. كما أنه يحتوي على النفور الشديد على رأس الخنزير، الرب «من الذباب» الذي يسخر منه ويسخر سيمون في هلوسة. بعد هذه التجربة، وسيمون يخرج من الغابة أن أقول للآخرين أن «الوحش» هو في الواقع المظلي المتوفى اشتعلت في الجبل، إلا أن تكون قتلت بوحشية من قبل جاك الناس، الذين المفارقات خطأ له الوحش. العبارة الأخيرة أن الرب للذباب وقال سيمون لغامضة وتوقع أن وفاته كانت على وشك أن يحدث في هذه الطريقة.سيمون هو أيضا نوبة صرع وهذا ما تسبب له الهلوسة.
الضابط البحري
قبل لحظات من وصوله رالف وفاة تبدو وشيكة، وضابط بحري الأفعال باعتبارها شكلا من أشكال آلية خروج خرجت. هو الموظف بالدهشة وخيبة الأمل أن نعلم أن البنين قد انهار المجتمع في حالة من الفوضى، مشيرا إلى أنه يتوقع ان يكون «عرضا أفضل» من الأطفال البريطانيين.
وصول ضابط مشغلات ظاهرة مثيرة للاهتمام، ورالف، وإلى حد أكبر، وجاك لسلطة تماما حله بقرار من وصول ضابط. بناء على طلب الضابط الذي هو «المسؤول»، والنضال من الكتاب هو المقدمة على الفور العتيقة : «' رئيسه المتواجدون هنا؟ 'أنا وقال رالف بصوت عال.» جاك، الذي كان في السابق يوصف بأنه زعيم قوي وتخفض إلى : «ان الطفل الصغير الذي لا يزال يرتدي قبعة سوداء لغير عادية على شعره أحمر والذين حملوا ما تبقى من زوج من النظارات في خصره ،» نوعا ما يدل على نحو مفاجئ وهم من سلطتها وسيطرتها.
أمير الذباب
الذي تحمل الرواية اسمه، أمير الذباب هو حرفيا رأس خنزير التي قطعت من قبل جاك، وطرح على عصا مدببة الطرفين، عالقة في الأرض، وعرضت على «الوحش». أنشئت بدافع الخوف، لورد الذباب تستخدم لتكون الأم الذي زرع، وإن كان في وقت واحد نظيف، والمحبة، والأبرياء، وأصبحت الآن manically يبتسم، ونزيف صورة الشر. هذا التحول يمثل بوضوح عملية التحول التي جاك والفتيان قد مرت خلال فترة وجودهم في الجزيرة. بالإضافة إلى ذلك، اسم «الرب من الذباب» هو الترجمة الحرفية اللغة الإنجليزية من الشياطين، وهذا الرقم الشيطانية التي غالبا ما تعتبر مرادفا للشيطان.
رب الذباب هو المظهر المادي للالشر الذي هو في الأولاد، والشر الذي يعتقد غولدينغ موجود في كل واحد منا.

## الأفلام
تم عمل فيلمين للرواية:
- أمير الذباب (1963)، من إخراج بيتر بروك
- أمير الذباب (1990)، من إخراج هاري هوك

## الكتب الصوتية
- اللورد من الذباب (1999)، تلاه تيم سميث Pigott
- اللورد من الذباب (الاستماع المكتبة، 2005)، وتلاه البلاغ

## تلميحات / إشارات إلى أعمال أخرى
يستعير أمير الذباب عناصر رئيسية من رواية جزيرة المرجان (1857) لأر إم بالانتاين. بالانتاين كتاب، مغامرة بسيطة دون أي مواضيع اجتماعية عميقة، يصور ثلاثة أولاد، ورالف، Peterkin وجاك، والذين على أرض الجزيرة. غولدينغ يستخدم اثنين من الأسماء في كتابه، والاستعاضة Peterkin مع سيمون. اللورد من الذباب وقد اعتبر غولدينغ رد يظهر ما يعتقد أنه سيحدث لو أطفال (أو عامة، والناس) واليسار لتشكيل المجتمع في عزلة.
غولدينغ قراءة 'وجزيرة المرجان ' كما كان في مرحلة النمو، والفكر من بالانتاين بأنها عنصرية، حيث أن الكتاب يعلمنا أن الشر يرتبط البشرة السوداء والخارجية. في الفصل 11 من الرب الأصلي من الذباب والخنزير يدعو جاك قبيلة «حزمة من s. زنجي رسمها»  هذا تم تغييره إلى «المتوحشين» في بعض الطبعات و«الهنود» في وسائط الإعلام والنشر.

## التأثير
كثير من الكتاب فقد اقترضت من عناصر المؤامرة الرب للذباب.

### الأعمال المطبوعة
ذكر ستيفن كينغ أن صخرة القلعة في أمير للذباب أخذ منها اسم البلدة التي تحمل الاسم نفسه التي ظهرت في عدد من رواياته. كما يظهر الكتاب نفسه بوضوح في رواياته هارتس إن اتلانتيس وكوجو.  بلدة كينج الخيالية بدورها مستوحاة من اسم شركة إنتاج روب راينر، كاسل روك إنترتانمينت.
ووصفت رواية الفراشة الثورة لويليام بتلر على غلافها الأمامي بأنها كلاسيكية «في تقليد أمير الذباب». كلا من الكتابين حول أطفال انفصلوا من المجتمع وشكلوا مجتمع خاص بهم.

### التلفاز
أيضاً حلقة "حافلة داس" من مسلسل عائلة سيمبسون مأخوذة من هذا الكتاب. الحلقة كامب Krusty أيضا عدة عناصر من أمير للذباب وكذلك (رأس خنزير على قيد رمح، والأطفال باستخدام الأسلحة البدائية ويرتدي الحرب الطلاء وحرق دمية).

### الموسيقى
- اللغة الإنجليزية المعادن الثقيلة الفرقة الحديد البكر لحن أغنية عن الرواية، مع عنوان "يا رب من الذباب".
- لأول مرة ألبوم بوي، من قبل فرقة موسيقى الروك الأيرلندية كانت فضفاضة يو تو مأخوذ عن رواية لموضوع الفساد في مرحلة الطفولة، والأغنية الأخيرة على الألبوم، "ظلال الأشجار والتل،" تأخذ اسمها من رواية الفصل الذي يحمل نفس الاسم. بالإضافة إلى ذلك، بعض المطبوعات في الكتاب تغطية مماثلة للتغطية من الألبوم.[11]

## الروابط الخارجية
- أمير الذباب على موقع الموسوعة البريطانية (الإنجليزية)

- أمير الذباب: دليل الدراسة
- المعيار كوكتيل مقاله بقلم بيتر بروك
- Slashdoc : أمير الذباب  التحليل الأدبي للرواية
- Nobelprize.org : العب لعبة أمير الذباب
- شخصيات أمير الذباب
- مراجعات أمير الذباب

لم يتم العثور على روابط لمواقع التواصل الاجتماعي.